# Deoxyadenosin
Deoxyadenosin (dA) je purinový nukleosid složený z adeninu napojeného glykosidickou vazbou na cukr deoxyribózu. Je jedním ze čtyř nukleosidových stavebních bloků, ze kterých se skládá DNA. Dalšími jsou deoxyguanosin, deoxycytidin a deoxythymidin. Deoxyadenosin se přirozeně vyskytuje jako bezbarvá chemická sloučenina bez zápachu.
Předpona deoxy- znamená, že deoxyadenosin obsahuje o jeden atom kyslíku méně, než podobná molekula adenosin. Kyslík konkrétně chybí na druhém uhlíku ribózy, která se proto nazývá deoxyribóza. Přesnější název je proto 2′-deoxyadenosin.

Nukleotid deoxyadenosintrifosfát

Podobná sloučenina cordycepin je v podstatě také deoxyadenosin, kterému však chybí OH skupina na třetím uhlíku. Používá se ve výzkumu, protože dokáže předčasně zastavit tvorbu mRNA, neboť enzymy nedokáží rozlišit mezi ním a deoxyadenosinem.

V DNA tvoří adenin pár vždy s thyminem

## Složení nukleosidů

Část molekuly DNA - ve dvojšroubovici barevně vyznačeny páry adenin-thymin a cytosin-guanin

Čtyři základní typy nukleosidů (dA, dG, dC, dT), jež se přirozeně vyskytují v DNA, se liší pouze typem nukleové báze. Nukleosid dA obsahuje adenin, dG obsahuje guanin, dC cytosin a dT thymin. Každý nukleosid má dva stavební bloky:
- deoxyribóza – pětiuhlíkový cukr (pentóza), který se v DNA vyskytuje v cyklické furanózové formě. Jeho uhlíky se po směru pohybu hodinových ručiček označují 1', 2', 3', 4' a 5', přičemž na 1' uhlíku je navěšena nukleová báze.
- nukleová báze – dusíkatá heterocyklická sloučenina. V DNA se v různých kombinacích vyskytují především čtyři základní nukleové báze, dvě purinové (adenin A a guanin G) a dvě pyrimidinové (thymin T a cytosin C).

## Složení nukleotidů
Nukleotidy jsou fosforylované nukleosidy. Jsou to tedy látky složené z nukleové báze (adenin, guanin, cytosin nebo thymin), pětiuhlíkatého monosacharidu (ribóza nebo deoxyribóza) a jednoho nebo více zbytků kyseliny fosforečné.
Nukleosid deoxyadenosin vytváří se zbytky kyseliny fosforečné podle jejího počtu nukleotid deoxyadenosinmonofosfát, deoxyadenosindifosfát nebo deoxyadenosintrifosfát.

## Složení DNA
Primární struktura DNA se dá znázornit jako lineární řada nukleotidů nebo jako řada písmen, které odpovídají dusíkatým bázím v nukleotidech, tedy A, G, C, T. Genetický kód DNA je výsledkem sekvence bází těchto stavebních bloků. Jejich párováním a různým pořadím v řetězci lze dosáhnout obrovského počtu kombinací.
Proces přenosu genetické informace se v buňce realizuje v buněčném jádře a ribozomech. Nazývá se proteosyntéza a je to metabolický proces, při kterém se z aminokyselin tvoří bílkoviny (polypeptidy, proteiny).